# Göschenen
Göschenen é uma comuna da Suíça, no Cantão Uri, com cerca de 493 habitantes. Estende-se por uma área de 104,31 km², de densidade populacional de 5 hab/km². Confina com as seguintes comunas: Andermatt, Gadmen (BE), Gurtnellen, Hospental, Oberwald (VS), Realp, Wassen.
A língua oficial nesta comuna é o Alemão.